# Maçãs de Caminho
Maçãs de Caminho – parafia (freguesia)  w gminie Alvaiázere, w Portugalii. Według danych na rok 2011 parafię zamieszkiwało 356  osób, a gęstość zaludnienia wyniosła 46,5 os./km².

## Klimat
Średnia temperatura wynosi 15 °C. Najcieplejszym miesiącem jest sierpień (22 °C), a najzimniejszym grudzień (8 °C). Średnia suma opadów wynosi 934 milimetrów rocznie. Najbardziej wilgotnym miesiącem jest styczeń (126 milimetrów opadów), a najbardziej suchym jest sierpień (5 milimetrów opadów).